# Classy 101
«Classy 101» es una canción de reguetón del cantante colombiano Feid junto a la rapera puertorriqueña Young Miko. Fue publicada como sencillo el 30 de marzo de 2023 a través de Universal Music Latino.

## Composición y letra
La pista es un reguetón moderno escrito por Feid, Young Miko, Caleb Calloway, Miguel Montoya y otros compositores; y fue producida por Calloway, Julia Lewis y Mauro. La letra trata explícitamente sobre un deseo carnal vinculado a la lujuria y la satisfacción sexual, en la cual se habla de una figura que es provocativa, que se distancia de los aspectos más románticos y se sumerge en un juego de atracción candente.

## Desempeño comercial
La canción debutó en el puesto número 99 del Billboard Hot 100 en la semana del 1 de julio de 2023, marcando el primer ingreso de Young Miko y el tercero de Feid a la lista. Su ingreso al conteo fue por recibir cinco millones de reproducciones en las plataformas digitales y por haber tenido un millón y medio de impresiones de audiencia en difusión radial en Estados Unidos. El sencillo también debutó en la posición número 29 del listado Hot Latin Songs de Billboard y escaló hasta el puesto número 15 en su decimosegunda semana.
El sencillo obtuvo un total de dos millones de reproducciones en Spotify en su primer día de lanzamiento, llevándolo a ocupar el puesto número 93 del listado global de la plataforma, además de ingresar al top 100 de todas las listas musicales de los países de América Latina. En Apple Music se posicionó dentro del top 50 de todos los países hispanohablantes.

## Premios y nominaciones
| Premiación                   | Año  | Categoría                     | Resultado | Ref.   |
| ---------------------------- | ---- | ----------------------------- | --------- | ------ |
| Premios ASCAP                | 2024 | Canciones más populares       | Ganador   | [ 7 ]  |
| Premios Latin American Music | 2024 | Canción global latina del año | Ganador   | [ 8 ]  |
| Premios Latin American Music | 2024 | Mejor colaboración - Urbano   | Ganador   | [ 8 ]  |
| Premios Latinos de BMI       | 2025 | Canciones más reproducidas    | Ganador   | [ 9 ]  |
| Premios Lo Nuestro           | 2024 | Canción del año - Urbano      | Ganador   | [ 10 ] |
| Premios MTV Miaw             | 2023 | Perreo supremo                | Nominado  | [ 11 ] |
| Premios Nuestra Tierra       | 2024 | Mejor canción urbana          | Nominado  | [ 12 ] |
| Premios Nuestra Tierra       | 2024 | Mejor colaboración urbana     | Nominado  | [ 12 ] |
| Kids' Choice Awards México   | 2023 | Colaboración favorita         | Nominado  | [ 13 ] |
| Latino Music Awards          | 2024 | Videoclip del año             | Nominado  | [ 14 ] |
| LOS40 Music Awards           | 2023 | Mejor colaboración urbana     | Nominado  | [ 15 ] |
| LOS40 Music Awards           | 2023 | Mejor canción urbana          | Ganador   | [ 15 ] |

## Posicionamiento en listas
| Lista                            | Mejor posición |
| -------------------------------- | -------------- |
| América Latina (Monitor Latino)  | 6              |
| Argentina (Argentina Hot 100)    | 9              |
| Bolivia (Bolivia Songs)          | 6              |
| Centroamérica (Monitor Latino)   | 15             |
| Chile (Chile Songs)              | 2              |
| Colombia (Colombia Songs)        | 2              |
| Colombia (Monitor Latino)        | 8              |
| Colombia (National Report)       | 9              |
| Colombia (Promúsica)             | 1              |
| Costa Rica (Fonotica)            | 3              |
| Ecuador (Ecuador Songs)          | 3              |
| Ecuador (Monitor Latino)         | 16             |
| El Salvador (Asap EGC)           | 10             |
| El Salvador (Monitor Latino)     | 4              |
| EE. UU. (Billboard Hot 100)      | 99             |
| EE. UU. (Hot Latin Songs)        | 15             |
| EE. UU. (Latin Airplay)          | 45             |
| EE. UU. (Latin Rhythm Airplay)   | 14             |
| España (Top 100 Canciones)       | 6              |
| Global (Billboard Global 200)    | 17             |
| Guatemala (Monitor Latino)       | 14             |
| Honduras (Monitor Latino)        | 3              |
| México (Mexico Songs)            | 19             |
| Nicaragua (Monitor Latino)       | 15             |
| Panamá (Monitor Latino)          | 9              |
| Paraguay (Monitor Latino)        | 9              |
| Perú (Monitor Latino)            | 5              |
| Perú (Peru Songs)                | 2              |
| Rep. Dominicana (Monitor Latino) | 3              |
| Rep. Dominicana (Sodinpro)       | 2              |
| Uruguay (Monitor Latino)         | 16             |

| Lista          | Mejor posición |
| -------------- | -------------- |
| Paraguay (SGP) | 7              |
| Uruguay (CUD)  | 3              |

## Certificaciones
| País           | Organismo certificador | Certificación | Ventas certificadas | Simbolización | Ref.   |
| -------------- | ---------------------- | ------------- | ------------------- | ------------- | ------ |
| Centroamérica  | CFC                    | Diamante      | 35 000 000          | ✦             | [ 49 ] |
| España         | PROMUSICAE             | 5× Platino    | 300 000             | ▲             | [ 50 ] |
| Estados Unidos | RIAA                   | 19× Platino   | 1 140 000           | ▲             | [ 51 ] |
| México         | AMPROFON               | Platino       | 140 000             | ▲             | [ 52 ] |

## Historial de lanzamientos
| Región | Fecha               | Formato(s)                 | Discográfica           | Ref.   |
| ------ | ------------------- | -------------------------- | ---------------------- | ------ |
| Varios | 30 de marzo de 2023 | Descarga digital streaming | Universal Music Latino | [ 53 ] |